# یواس‌اس تی-۱ (اس‌اس-۵۲)
یواس‌اس تی-۱ (اس‌اس-۵۲) (به انگلیسی: USS T-1 (SS-52)) یک زیردریایی بود که طول آن ۲۶۸ فوت ۹ اینچ (۸۱٫۹۲ متر) بود. این زیردریایی در سال ۱۹۱۸ ساخته شد.